# Нуоро
За едноименната провинция вижте Нуоро (провинция).
Нуоро (на италиански: Nuoro, което означава дом на стар диалект) е град и община в източната част на остров Сардиния, Италия. Разположен е в област (регион) Сардиния. Главен град е на едноименната провинция Нуоро и четвъртият по големина в Сардиния. Първите сведения за града датират като селище от 12 век под името Ногоро. През 19 век получава статут на град. През 1927 г. става провинциален център. Има жп гара. Главният град на областта Каляри е на 185 km на юг от Нуоро. Население – 36 458 души, по данни от преброяването през 2008 г.

## Личности
Родени
- Грация Деледа (1871-1936), писателка
- Франко Опо (1935-2016), композитор